# An Wang
An Wang (Xangai, 7 de fevereiro de 1920 — 24 de março de 1990) foi um engenheiro chinês naturalizado estadunidense.
Co-fundador do Wang Laboratories.

## Patentes
- Patente E.U.A. 2 708 722 "Pulse transfer controlling device", filed October 21, 1949, issued May 17, 1955
- Patente E.U.A. 3 402 285 "Calculating Apparatus" (using logarithms for calculation), filed September 22, 1964, issued September 17, 1968
- Patente E.U.A. 4 145 739 "Distributed data processing system", filed June 20, 1977, issued March 20, 1979.
- Patente E.U.A. 4 294 550 Ideographic typewriter. October 13, 1981
- Patente E.U.A. 4 297 042 Helical print head mechanism. October 27, 1981
- Patente E.U.A. 4 386 864 Selective paper insertion and feeding means for individual sheet printing apparatus. June 7, 1983
- Patente E.U.A. 4 489 419 Data communication system. December 18, 1984
- Patente E.U.A. 4 508 463 High density dot matrix printer. April 2, 1985
- Patente E.U.A. 4 514 063 Scanner document positioning device. April 30, 1985
- Patente E.U.A. 4 587 633 Management communication terminal system. May 6, 1986
- Patente E.U.A. 4 595 921 Method of polling to ascertain service needs. June 17, 1986
- Patente E.U.A. 4 638 118 Writing pad. January 20, 1987
- Patente E.U.A. 4 712 795 Game racket. December 15, 1987
- Patente E.U.A. 5 129 061 Composite document accessing and processing terminal with graphic and text data buffers. July 7, 1992
- Patente E.U.A. 5 334 976 Keyboard with finger-actuable and stylus-actuable keys. August 2, 1994